# Raffaele Palladino
Raffaele Palladino (ur. 17 kwietnia 1984 w Mugnano) – włoski trener i piłkarz występujący na pozycji skrzydłowego lub napastnika.

## Kariera klubowa
Raffaele Palladino jest wychowankiem klubu Amici di Mugnano. Zawodową karierę rozpoczął w 2001 roku w Benevento Calcio, z którym występował w rozgrywkach Serie C1. Następnie piłkarz został dostrzeżony przez przedstawicieli Juventusu i kupiony do tego zespołu latem 2002 roku. W sezonie 2002/2003 nie rozegrał ani jednego spotkania w seniorskiej drużynie, natomiast podczas rozgrywek 2003/2004 wystąpił tylko w jednym meczu Pucharu Włoch. Regularnie występował za to w młodzieżowym zespole Juventusu, z którym w 2003 i 2004 roku zwyciężył w Torneo di Viareggio.
W letnim okienku transferowym w 2004 roku Palladino został wypożyczony do drugoligowej Salernitany. Stał się podstawowym zawodnikiem nowego klubu i przez cały sezon 2004/2005 zanotował 39 ligowych występów, w tym 36 w podstawowym składzie. Zdobył w nich 15 goli, co dało mu ósme miejsce w klasyfikacji najlepszych strzelców rozgrywek. Strzelił między innymi dwie bramki w pojedynkach z Bari (wygrana 3:1) i AlbinoLeffe (zwycięstwo 2:1). Salernitana zajęła w lidze czternastą pozycję, a następnie ogłoszono bankructwo zespołu.
Sezon 2005/2006 Włoch spędził na wypożyczeniu w Livorno. W Serie A zadebiutował 27 sierpnia podczas pojedynku z Lecce, w którym strzelił zwycięskiego gola na 2:1. Drugą bramkę dla Livorno zdobył 25 września w zwycięskim 2:0 meczu przeciwko Ascoli Calcio. W trakcie całego sezonu Palladino rozegrał 22 mecze w Serie A, w tym 14 w wyjściowej jedenastce. Livorno w tabeli pierwszej ligi zajęło dziewiątą lokatę.
Po tym jak Juventus został zdegradowany do Serie B za udział w aferze Calciopoli i część piłkarzy odeszła z klubu, Palladino powrócił na Stadio delle Alpi. W barwach Juventusu zanotował ligowy debiut 9 września w zremisowanym 1:1 spotkaniu ligowym z Rimini. W trakcie sezonu 2006/2007 wystąpił w 24 pojedynkach drugiej ligi, w tym 14 w podstawowym składzie. Strzelił w nich 8 goli, a 19 marca 2007 roku w meczu przeciwko Triestinie zdobył hat-tricka. Juventus zajął pierwsze miejsce w końcowej tabeli i powrócił do Serie A.
W sezonie 2007/2008 Palladino nie miał zapewnionego miejsca w pierwszej jedenastce – wystąpił w 14 spotkaniach w wyjściowym składzie i w 12 meczach wchodząc na boisko z ławki rezerwowych. Podczas ligowych rozgrywek zdobył dwie bramki – w wygranych pojedynkach z Regginą (4:0) i Parmą (3:0). Juventus w tabeli pierwszej ligi zajął trzecie miejsce za Interem Mediolan i Romą i zapewnił sobie prawo startu w eliminacjach Ligi Mistrzów. Z Pucharu Włoch turyński klub został wyeliminowany w ćwierćfinale przez Romę, a Palladino zanotował w tych rozgrywkach pięć występów. O miejsce w ataku Juventusu Włoch rywalizował z Davidem Trezeguet, Vincenzo Iaquintą i Alessandro Del Piero.
13 czerwca 2008 roku Palladino miał zostać zawodnikiem Genoi, jednak do podpisania umowy nie doszło. 3 lipca działacze włoskiej drużyny wykupili połowę praw do karty zawodnika, za którą zapłacili Juventusowi 5 milionów euro. Palladino trafił do Genoi razem z innym graczem Juventusu – Domenico Criscito. 11 kwietnia 2009 roku w meczu Serie A z Juventusem Palladino strzelił zwycięską bramkę dla Genoi na 3:2. Przez cały sezon 2008/2009 zanotował 28 ligowych występów, w tym 18 w podstawowym składzie. Razem z klubem uplasował się na piątej pozycji w tabeli Serie A i wywalczył awans do rozgrywek Ligi Europy.

## Kariera reprezentacyjna
Palladino ma za sobą występy w młodzieżowych reprezentacjach Włoch. Grał w drużynach do lat 19, do lat 20 i do lat 21, dla których łącznie rozegrał 21 meczów i strzelił 7 goli. W 2003 roku zdobył Mistrzostwo Europy U-19. Następnie brał udział w Mistrzostwach Europy U-21 2006 i Mistrzostwach Europy U-21 2007, jednak na obu tych imprezach „Azzurrini” odpadali w rundzie grupowej.
W seniorskiej reprezentacji Włoch Palladino zadebiutował 21 listopada 2007 roku podczas wygranego 3:1 spotkania eliminacji do Euro 2008 z Wyspami Owczymi.